# Католицизм в Португалии

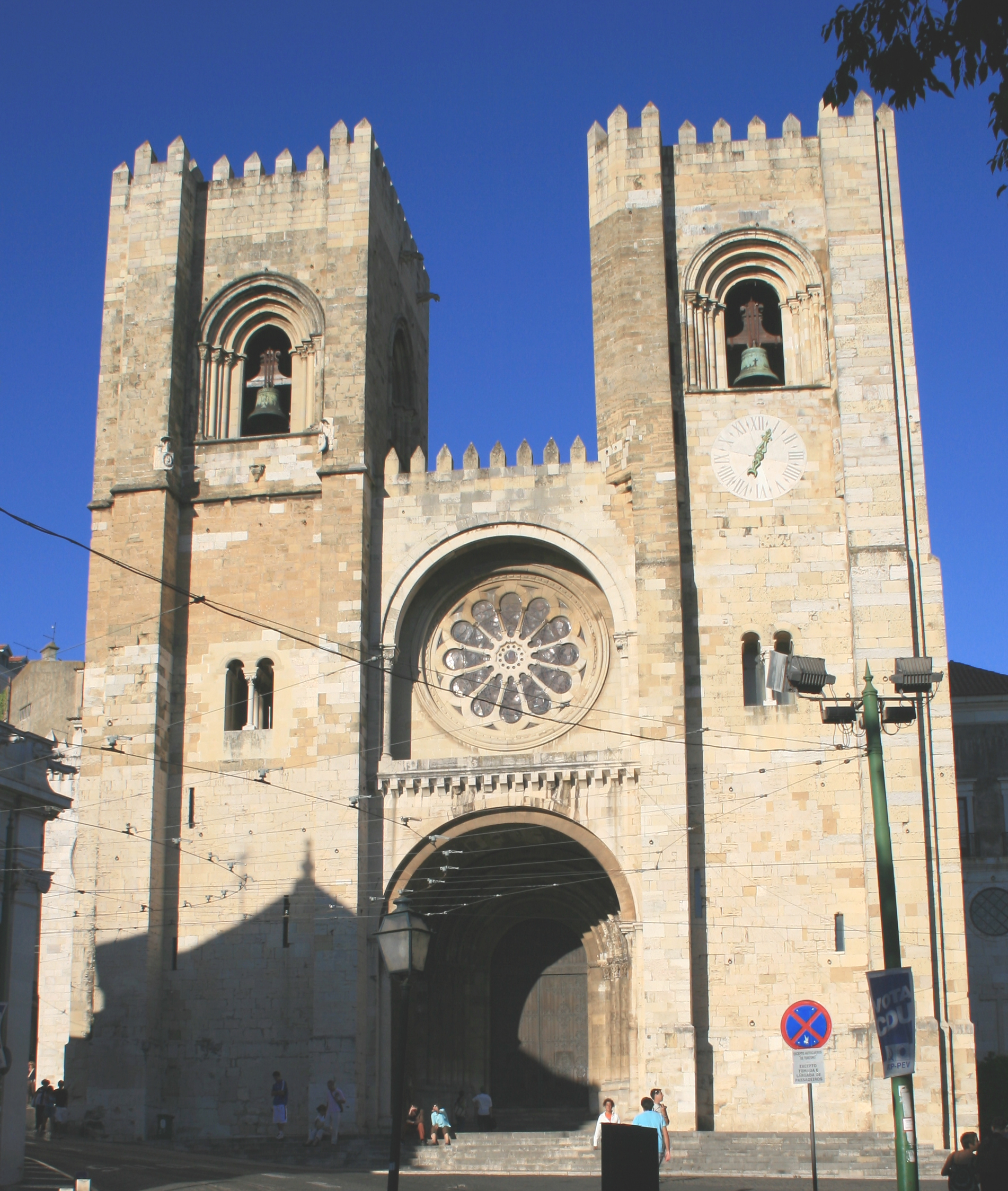
Лиссабонский собор

Католицизм в Португалии. Католическая церковь Португалии — часть всемирной Католической церкви. Католицизм — наиболее распространённая религия в стране. По данным общенациональной переписи 2001 года католиками считают себя 84,5 % общего населения страны. По данным сайта catholic-hierarchy.org в 2004 году число католиков страны составляло 9 457 тысяч человек или 90,4 %. Подавляющее большинство португальского католического населения принадлежит к латинскому обряду.

## История

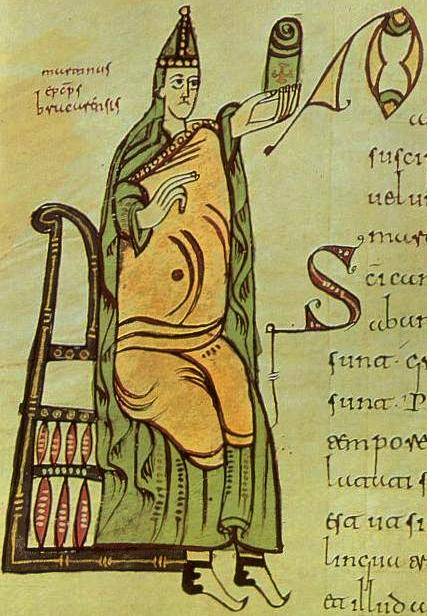
Святой Мартин Брагский

Христианство проникло на территорию современной Португалии во II веке. Португалия в тот момент представляла собой часть Римской империи, большая часть её территории входила в провинцию Лузитания. В III веке христианская община существовала в Эворе. Самыми старыми епархиями Португалии являются диоцезы Эворы, Браги, Лиссабона и Порту, все они основаны в конце III—IV веке. В V веке они были объединены в митрополию.
В V веке начались вторжения германских народов на Пиренеи. В середине века вся северная Португалия подпала под власть свевов, сделавших своей столицей Брагу. В 465 году король свевов и его подданные приняли арианство. В 561 году святой Мартин Брагский обратил короля свевов в католичество, но через 20 лет свевы в свою очередь подпали под власть вестготов. Известно, что португальские епископы принимали участие в Толедских соборах. В VI веке свевские и вестготские правители основали новые епархии — Визеу, Коимбру и Гуарду.

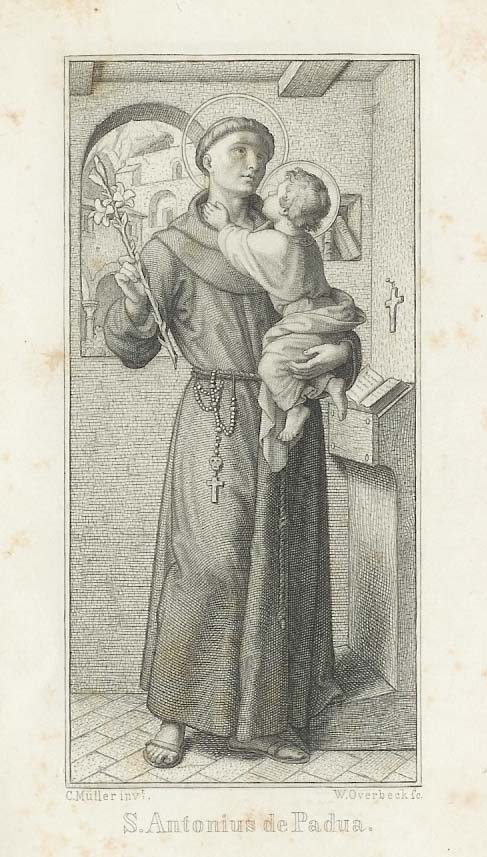
Святой Антоний Падуанский

В 711 году на Пиренейский полуостров вторглись арабы (мавры). Большинство епископов переселялось на незанятый арабами север, так епископ Браги покинул город и перенёс резиденцию в Луго. После Реконкисты было создано графство Португалия, первым графом стал Генрих Бургундский. При нём и при его сыне Афонсу I, провозгласившего себя королём, Церковь в стране испытала расцвет. Были восстановлены все епархии, в массовом порядке строились соборы и церкви, основано множество монастырей. Растущее могущество Церкви привело к конфликтам между ней и светской властью, в которые периодически вынужден был вмешиваться папа. Конфликтные ситуации прекратились только в конце XIII века при правлении Диниша I, который укрепил верховную королевскую власть и подписал соглашение с папой. В XIII веке широкое распространение в стране приобрело почитание святого Антония, который хоть и вошёл в историю под именем «Падуанский», но по национальности был португальцем. В 1385 году был заложен доминиканский монастырь Баталья, который возводился несколько веков и сейчас является одной из главных архитектурных жемчужин страны. В 1393 году Лиссабон стал столицей митрополии, в 1460 году папа Пий II назначил нунция в Португалии и даровал королю титул «вернейший».
В эпоху Великих географических открытий Португалия превратилась в мощную державу, которой принадлежали обширные заморские территории. Миссионерством в португальских колониях занимались в основном монашеские ордена. Первые миссии в Африке появились в 90-х годах XV века, а в Бразилии в первые годы XVI века. В 1536 году была учреждена инквизиция, чью юрисдикция распространялась и на колонии. Во второй половине XVI века прошёл ряд местных синодов для претворения в жизнь решений Тридентского собора. Были учреждены епархии в Лейрии, Брагансе, Порталегри, Элваше. Число епископств в колониях достигло цифры 18.
В период войн за независимость с Испанией в конце XVI—XVII веках отношения со Святым Престолом ухудшились. Ненадолго они улучшились в начале XVIII века, когда за поддержку, оказанную португальским королём Жуаном V в войне с турками, папа Климент XI даровал лиссабонскому митрополиту редчайший в Западной церкви титул Патриарха; однако затем снова ухудшились. В 1759 году из страны были изгнаны иезуиты, а король Жозе I вместе со своим могущественным министром Помбалом всячески пытались ограничить влияние Католической церкви и способствовали распространению идей галликанства и янсенизма.

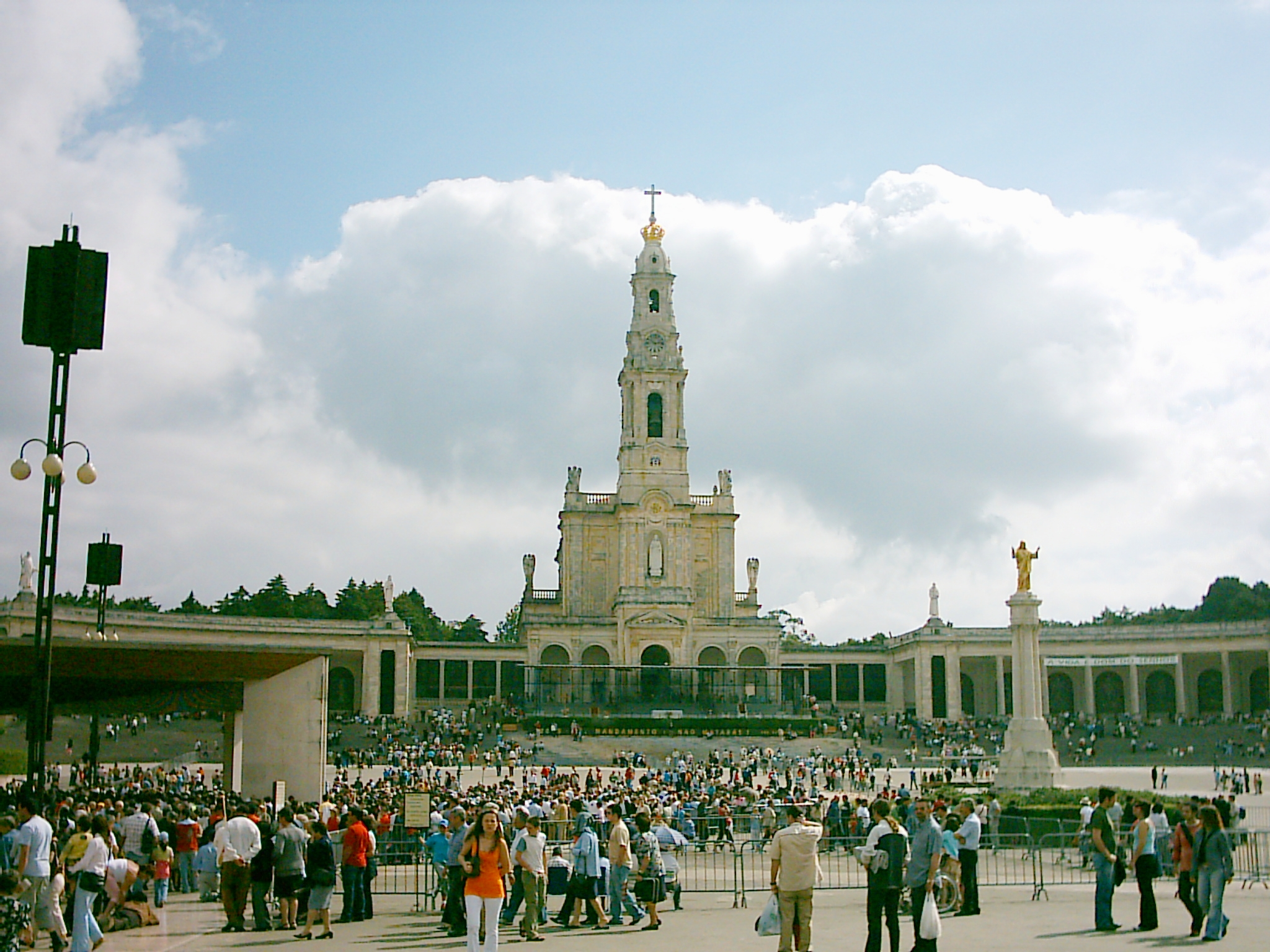
Паломники в Фатиме

После революции 1820 года Португалия превратилась в конституционную монархию, а Церковь потеряла свои привилегии. В 1822 году Бразилия стала независимой. В 1834 году антиклерикальное правительство закрыло множество монастырей и выслало апостольского нунция. Дипломатические отношения со Святым Престолом были восстановлены в 1841 году. В конце XIX века в стране был создан ряд католических ассоциаций мирян.
В 1910 году в стране произошла ещё одна революция, свергшая монархию и приведшая к установлению республиканского правления. Против католиков был предпринят целый ряд репрессивных мер, многие епископы и священники брошены в тюрьму, семинарии закрыты, недвижимость Церкви национализирована. Однако протесты многих государственных деятелей и видных деятелей интеллигенции привели к прекращению гонений. Партия Португальский католический центр (CCP), созданная при участии епископата, признала республиканскую законность и была представлена в парламенте. В налаживании отношения католической церкви с республиканским режимом видную роль сыграли кардинал-патриарх Лиссабона Антониу Мендеш Беллу и лидер CCP Антониу Лину Нету.
Особое место в истории Католической церкви в Португалии занял 1917 год, когда в Фатиме, по уверениям трёх детей, им явилась Дева Мария. После признания Церковью явлений подлинными Фатима превратилась в один из крупнейших паломнических центров планеты.
Диктаторский режим Салазара, правивший в 1932—1970 годах, относился к Католической церкви благосклонно. В 1940 году был заключен конкордат с Ватиканом, в 1967 году в год 50-летия фатимских явлений Португалию посещал с визитом папа Павел VI. Вопрос отношения к диктаторскому режиму расколол католическое общество, в то время как высшая церковная иерархия предпочитала выказывать Салазару полную поддержку, многие католические организации мирян и молодёжные католические организации находились в оппозиции власти.

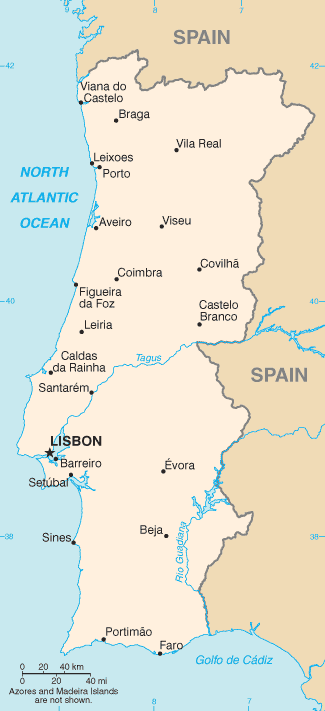
Центры португальских архиепархий и епархий

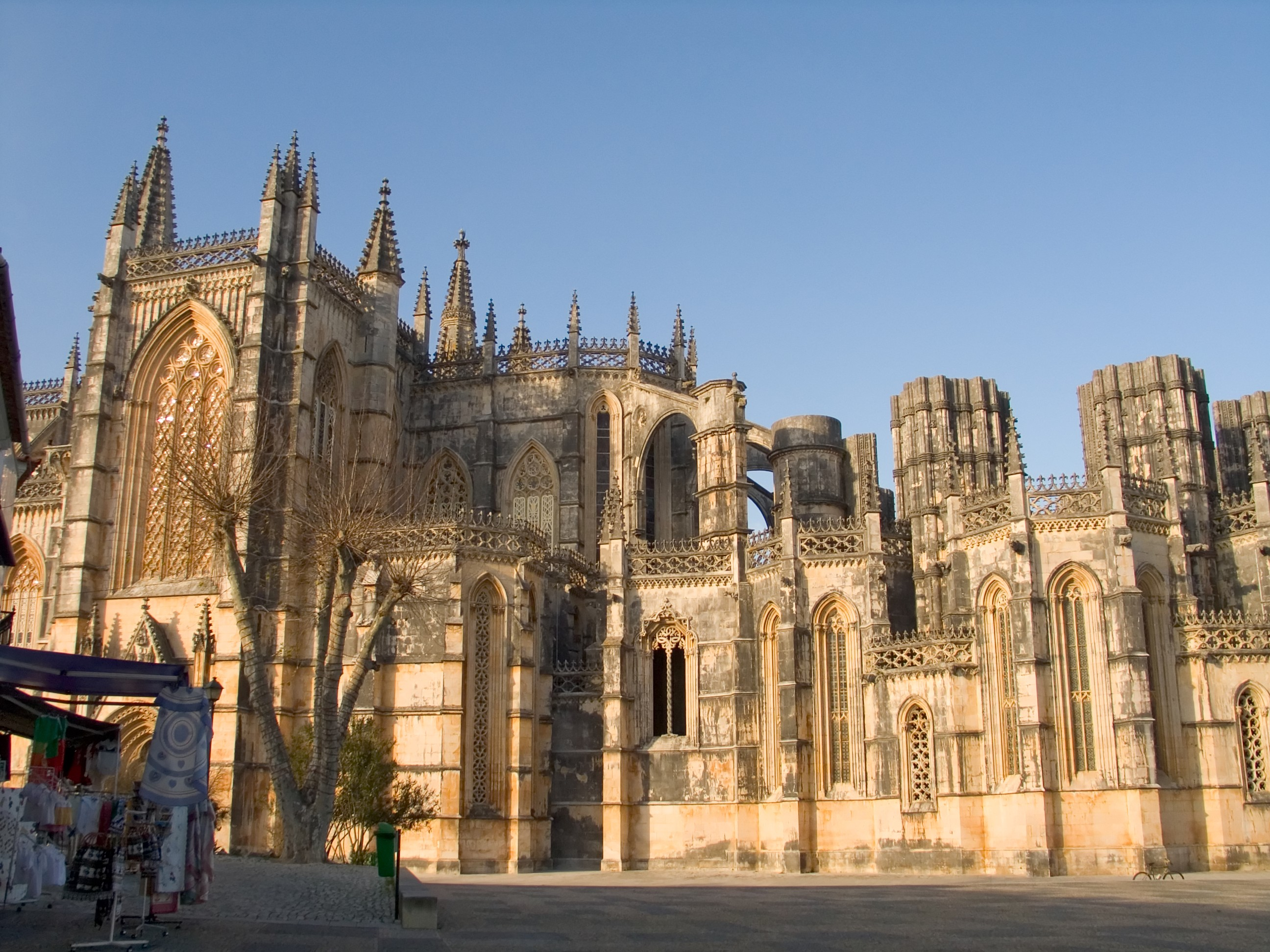
Монастырь Баталья

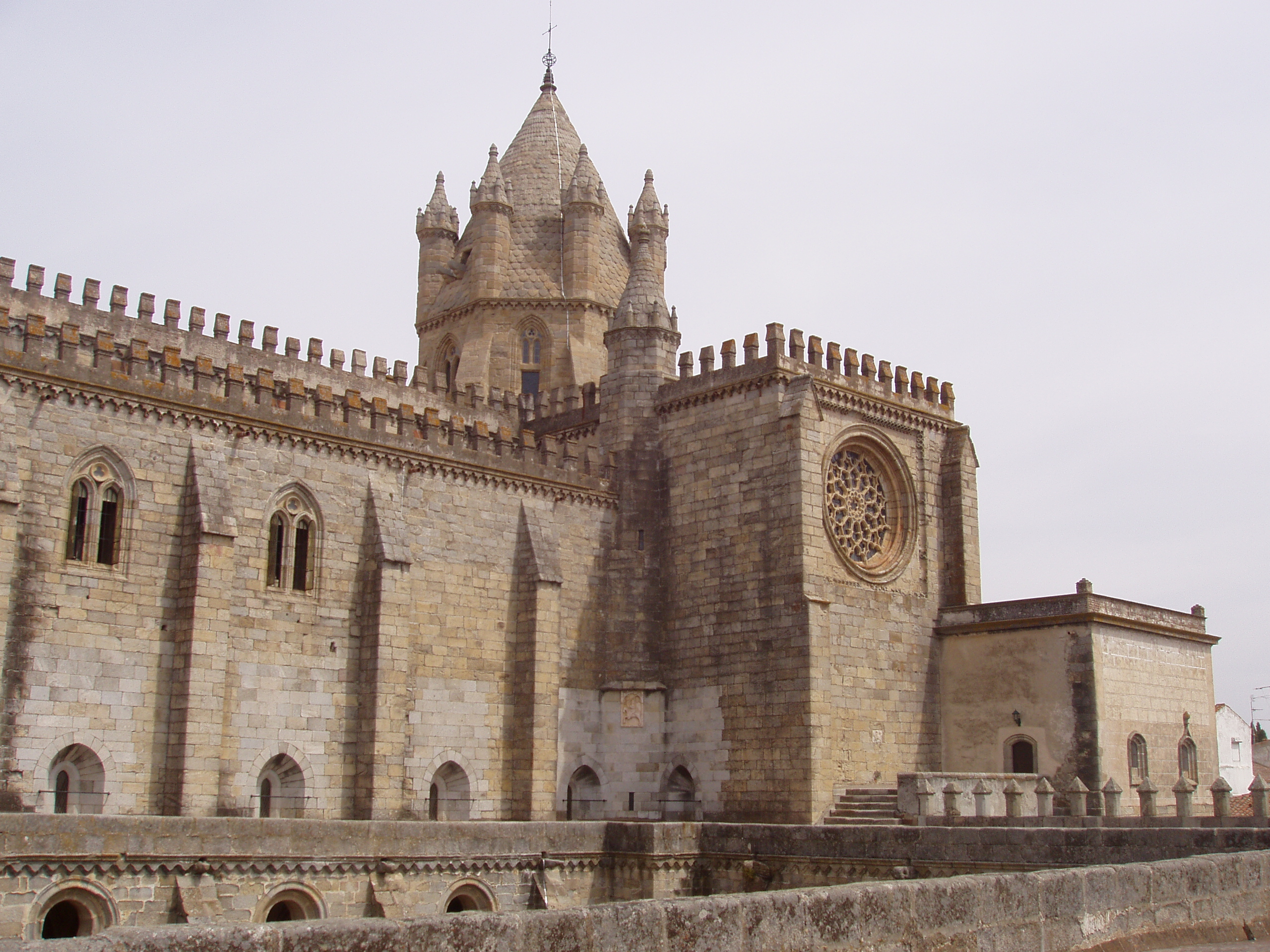
Эворский собор

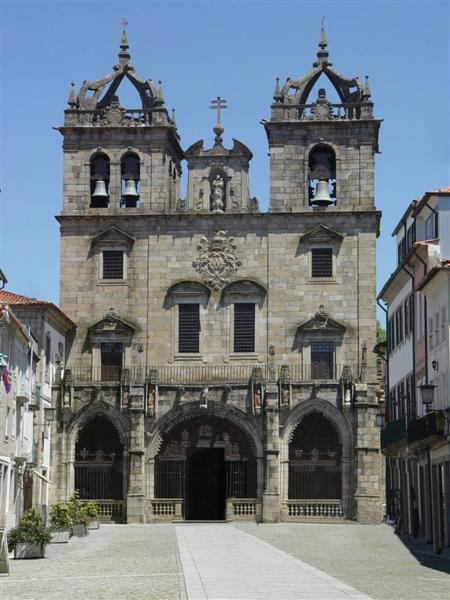
Собор Браги

После Революции гвоздик, свергнувшей диктатуру, некоторые епископы опубликовали обращение с покаянием за поддержку прежнего режима и призывом сотрудничать с новым правительством. С другой стороны, архиепархия Браги и кафедральный собор стали центрами антикоммунистическое противостояния. Католический характер носило движение «Мария да Фонте». Каноник Эдуарду Мелу Пейшоту и архиепископ Франсишку Мария да Силва были видными фигурами Жаркого лета 1975.
Конституция 1976 года закрепила в стране свободу совести и образования. Закон 1979 года уравнял в правах католические и государственные школы. В 1991 году в Португалии появился католический телеканал. Папа Иоанн Павел II посещал Португалию четырежды, в 1982, 1983, 1991 и 2000 году. во время последнего визита папа беатифицировал Франсишку и Жасинту Марту, двоих из трёх детей, свидетелей явления Богородицы.

## Структура
Католическая церковь в стране включает в себя 3 митрополии, одну из них в статусе Патриархата, 17 епархий и один военный ординариат. Всего в стране 4402 прихода, 47 епископов, 2934 епархиальных священников, 1050 иеромонахов, 321 монах, 5890 монахинь.
Лиссабонский Патриархат возглавляет с 2013 года кардинал Мануэл ду Нашсименту Клементи. Ещё два португальских кардинала — Жозе Сарайва Мартинш долгое время занимавший почётные посты в Римской курии, с 2009 года кардинал-епископ Палестрины и Мануэл Монтейру де Каштру — бывший великий пенитенциарий.
Четырнадцать португальских храмов имеют почётный статус «малой базилики», в том числе:
- Базилика-да-Эштрела (Лиссабон)
- Базилика-де-Носа-Сеньора-душ-Мартиреш (Лиссабон)
- Базилика Святого Сердца (Мафра)
- Эворский собор (Эвора)
- Базилика Девы Марии Розария (Фатима) (Фатима)
- Базилика Богоматери Самейру близ Браги

Структура епархий:
- Патриархат Лиссабона;
  - Епархия Ангры;
  - Епархия Гуарды;
  - Епархия Лейрия-Фатимы;
  - Епархия Порталегре-Каштелу Бранку;
  - Епархия Сантарена;
  - Епархия Сетубала;
  - Епархия Фуншала.

- Архиепархия Браги;
  - Епархия Авейру;
  - Епархия Браганса-Миранды;
  - Епархия Виана-ду-Каштелу;
  - Епархия Визеу;
  - Епархия Вила-Реала;
  - Епархия Коимбры;
  - Епархия Ламегу;
  - Епархия Порту.

- Архиепархия Эворы;
  - Епархия Бежи;
  - Епархия Фару.